# ツヴァイブリュッケン
ツヴァイブリュッケン（Zweibrücken。フランスではDeux-Pontsと呼称）はドイツ連邦共和国の都市。ラインラント＝プファルツ州に属する。人口は約3万5千人（2005年）。ドイツの各州には、いくつか郡の区分けに属さない独立都市（kreisfreie Stadt）があるが、ツヴァイブリュッケンはその中で最小の都市である。アメリカ合衆国のヨークタウンと姉妹都市。近隣の都市としては、約30キロ西にザールブリュッケン、35キロ北東にカイザースラウテルンが位置している。

## 歴史
1170年、史料上でツヴァイブリュッケンが確認される。14世紀半ば、神聖ローマ皇帝カール4世によって都市特権を認められた。17世紀の三十年戦争では大きな被害を受けた。フランスの影響を受けてカトリック化されていたが、プファルツ選帝侯家（ヴィッテルスバッハ家）傍系のプファルツ＝ツヴァイブリュッケン家からスウェーデン王が出たことで事実上スウェーデン領となっていた時期もあった。ナポレオン戦争中には、一時リュネヴィルの和約によってフランス領に組み込まれたが、ウィーン議定書によってバイエルン王国領となった。第一次世界大戦後、1930年まではフランス軍が駐留していた。1938年の水晶の夜では、ユダヤ人のシナゴーグが破壊された。第二次世界大戦中、イギリス軍の空爆によって街の多くが破壊された。

## 姉妹都市
- バリー、カナダ
- ブローニュ＝シュル＝メール、フランス
- ニャキズ、ルワンダ
- ヨークタウン、アメリカ合衆国

## 出身者
- カール・ハインリヒ・ビポンティヌス・シュルツ - 植物学者

## 引用
1. ↑  Statistisches Landesamt Rheinland-Pfalz – Bevölkerungsstand 31. Dezember 2023, Landkreise, Gemeinden, Verbandsgemeinden